# Ingeborg Wolff (Schauspielerin)

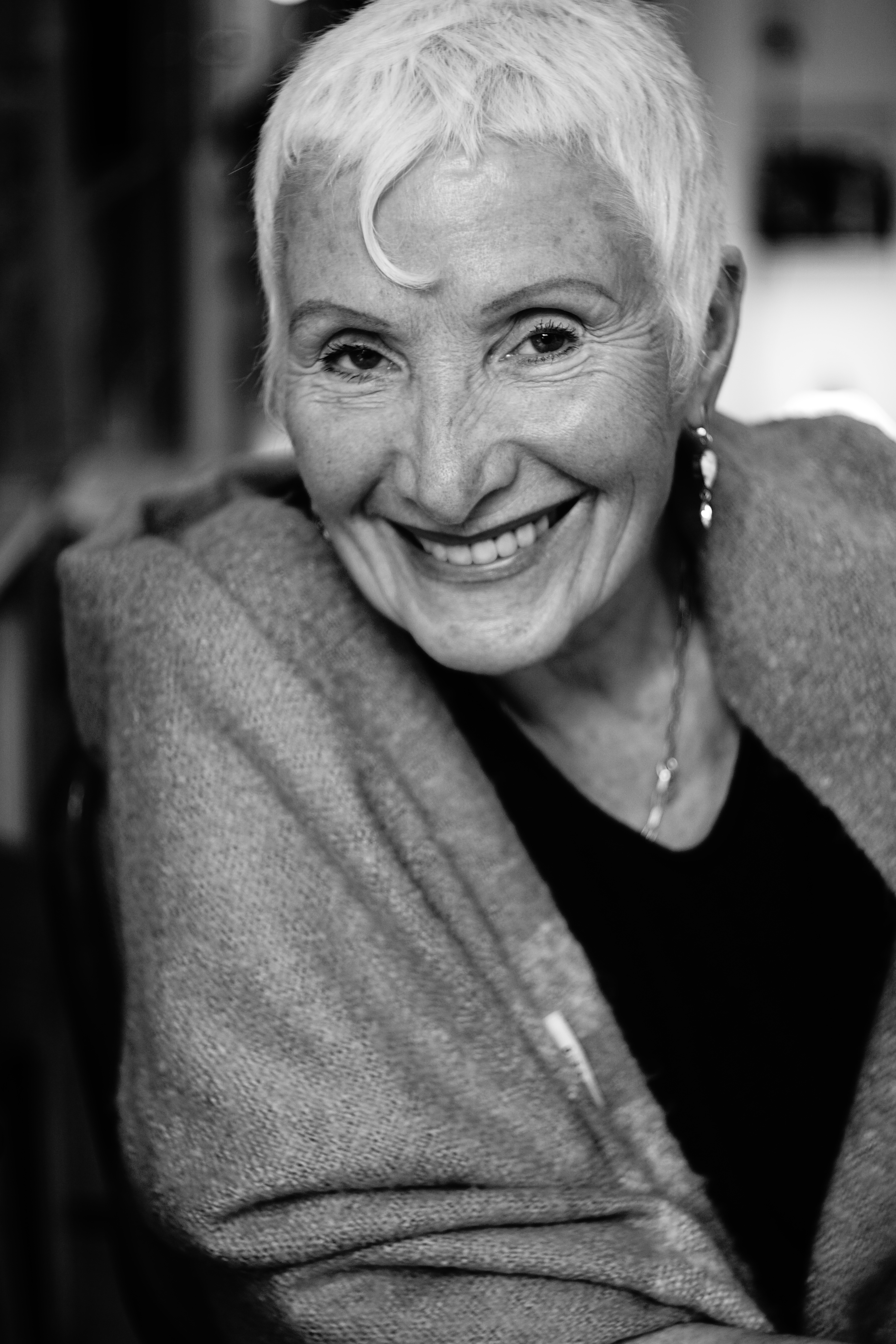
Ingeborg Wolff (2017)

Ingeborg Wolff (* 1943 in Oelde im Nordrhein-Westfalen) ist eine deutsche Schauspielerin und Regisseurin.

## Leben und Karriere
Aufgewachsen in Düsseldorf folgten nach ihrer Ausbildung an der Schauspielschule Hertha Genzmer in den 1960er Jahren erste Engagements in Dinslaken und Bremen sowie Gastverträge u. a. in Essen, Baden-Baden und Münster. Von 1972 bis 1979 gehörte Wolff zum Ensemble des Stadttheater Wiesbaden und wechselte von dort erstmals an das Schauspielhaus Wuppertal. Später wurde sie in der freien politischen Theaterszene Frankfurts aktiv und gastierte mit einer Produktion zum Thema Arbeitslosigkeit bei den Ruhrfestspielen Recklinghausen. Hier schloss sie sich dem ersten festen Ensemble der Ruhrfestspiele unter der künstlerischen Leitung von Wolfgang Lichtenstein und später Hansgünther Heyme an, führte neben ihrer Schauspieltätigkeit erstmals Regie und schrieb eigene Stücke und Programme. Anfang der 1990er Jahre holte Holk Freytag sie zurück nach  Wuppertal, wo sie schnell zum Publikumsliebling avancierte und künstlerische Maßstäbe setzen konnte. Neben ihrer Arbeit an den Bühnen pflegte Wolff eine dauernde Zusammenarbeit mit dem Komponisten und Pianisten Stefan Hüfner, mit dem sie eine Vielzahl von ungewöhnlichen Chanson-Programmen entwickelte. Zudem erhielt sie an der Folkwang Universität der Künste einen Lehrauftrag für Schauspiel. Unter der Intendanz von Gerd Leo Kuck verabschiedete sich das Ehrenmitglied der Wuppertaler Bühnen mit der Titelrolle in Mutter Courage 2008 in den Ruhestand. In der Folge widmete sie sich vor allem Regiearbeiten an dem Wuppertaler TiC-Theater, für das sie 2021 für den Film Engels 2.0 vor der Kamera stand.
Wolffs besondere Bedeutung für die deutschsprachige Theaterlandschaft stellte die Frankfurter Rundschau in einem Artikel anlässlich ihres bevorstehenden Ruhestandes als „frühe Grenzgängerin“ zwischen Stadt- und Off-Theater heraus.
Ingeborg Wolff lebt inzwischen mit ihrer Familie in Leipzig und ist dort ebenfalls wieder in der freien Szene aktiv.

## Veröffentlichungen (Auswahl)
- 2021: Engels 2.0 (Film)

## Hörspiele (Auswahl)
- 1967: Otto Heinrich Kühner: Ehe der Hahn kräht (Sprecherin) – Regie: Ulrich Lauterbach (Hörspiel – RB/SFB/SR)